# Tablica wektorów przerwań
Tablica wektorów przerwań (ang. interrupt vector table) – tablica zawierająca adresy podprogramów obsługi przerwań (Cortex).

## W procesorach z rodzinyx86
Adresy zapisywane są w układzie segment:offset i zajmują obszar jednego kilobajta, tablica ta zawiera 256 adresów 4-bajtowych i umieszczona jest w pamięci operacyjnej począwszy od adresu fizycznego 0 (00000h).
Każde przerwanie można wywołać programowo – za pomocą instrukcji asemblera INT. Adres pakietu podprogramów wchodzących w skład systemu DOS/Windows umieszczony jest w wektorze 33 (21H), wybór podprogramu następuje poprzez wpisanie odpowiedniego numeru do rejestru AH lub AX. Typowa sekwencja wywołania podprogramu systemowego ma tutaj postać np.:
```
mov ah,2
int 21h
```